# موتور پمپ علی‌مراد بهرام‌نژاد
موتور پمپ علی‌مراد بهرام‌نژاد یک منطقهٔ مسکونی در ایران است که در دهستان ارزوئیه واقع شده‌است. موتور پمپ علی‌مراد بهرام‌نژاد ۳۵ نفر جمعیت دارد.